# مراجعة أقران مفتوحة

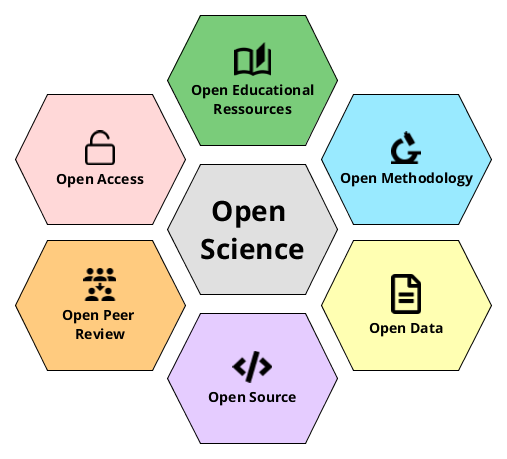
6 مجالات مختلفة تمثل جوانب العلوم المفتوحة

مراجعة أقران مفتوحة هي فكرة وأسلوب متبع في مجال الأدبيات العلمية والتي تشترط شفافية في عمليات مراجعة الأقران. وبخلاف المتبع في إجراءات مراجعة الأقران للأدبيات التقليدية، وردا على الانتقادات التي واجهها النظام الشائع، فإن المراجعة المفتوحة تنشر أسماء المراجعين وهوياتهم وكل مايتعلق بمجالهم بشفافية.

## المنطلق
تلقى النظام التقليدي لإنتقادات أن مراجعاته التي تعتمد تجهيل المراجعين تفتقد للنزاهة وعدم إمكانية مساءلة المراجعين وسوء معاملتهم وانحيازهم وضروب أخرى من العيوب. بينما لا توجد أدلة على أن المراجعة المفتوحة تحسن جودة العملية أو المنتوج أو تحسين الوقت. إلا أنه من الواضح أن عددا كبيرا من المراجعين يرفضون العمل بالأسلوب المفتوح.